# 184
Het jaar 184 is het 84e jaar in de 2e eeuw volgens de christelijke jaartelling.

## Gebeurtenissen

### China
- De Gele Tulbandenopstand: Conflicten aan het keizerlijke hof over de erfopvolging en de opkomst van het taoïsme, leidt tot de boerenopstand van de Gele Tulbanden.
- In China heerst een hongersnood door mislukte oogsten, de grootgrondbezitters (edelen) worden steeds machtiger en de boeren sluiten zich aan bij roversbenden.
- Keizer Han Lingdi laat zich in Luoyang adviseren door een militaire raad en verzamelt een Chinees leger (100.000 man) om de rebellen bij de Gele Rivier aan te vallen.